# Stanisław Sommer

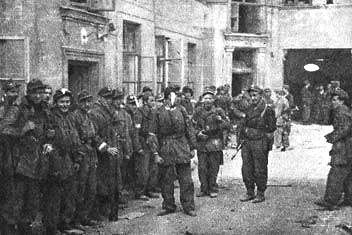
Stanisław Sommer: Varšavské povstání, Zdzisław Zołociński "Piotr" (vpravo) a vojáci z čety por. „Szczęsny“ od praporu „Czata 49“ v polovině srpna na dvoře domu tvořícího předsunutou povstaleckou základnu na rohu ulic Bonifraterská a Żoliborská

Stanisław Sommer, pseudonym "Makina" (12. listopadu 1923 v Jaworznu – 6. dubna 2002 ve Varšavě) byl desátník polské armády, fotograf a spisovatel.

## Druhá světová válka
Během okupace byl vojákem u sapérů „Varšavské kompanie“ u 27. volyňské divize Zemské armády. Bojoval na Volyni, kde mu byl udělen Řád Virtuti Militari.
Do Varšavy se vrátil na konci července 1944. Účastnil se Varšavského povstání jako voják praporu „Czata 49“, bojoval v oblastech Wola, Czerniakow a Starého Města. Dne 12. srpna 1944 byzl raněn během bojů v oblasti Stawki, na předmostí Czerniakowski, 20. září 1944 překročil řeku Vislu ve skupině raněných z praporu „Czata 49“. Z fotografií, které pořídil během Povstání, se dochoval asi tucet roliček filmu z oblasti Starého Města Fotografoval fotoaparátem Contax. Během okupace bydlel s kapitánem Bronisławem Bachlińským na jedné adrese, v ulici Hoża 42 ve Varšavě.

## Povstalecká bojová stezka
Wola - Staré Město - kanalizace (podstavná jednotka na pl. Bankowy) - Śródmieście - Horní Czerniaków. Udělal řadu povstaleckých fotografií praporu „Czata 49“, včetně vojáků z čet por. "Piotra" a "Czarny" na ul. Wolska (2 fotografie), puškařství na ul. Karolkowa, četa „Piotr“, četa „Szczęsny“ v tak zvaném Domu Bankowy na rohu ul. Bonifraterska a Przebieg (3 fotografie), sestra "Xenia", poručík "Piotr".

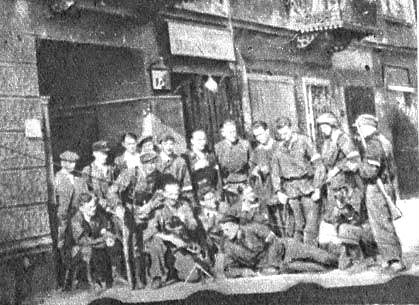
Stanisław Sommer: Varšavské povstání, vojáci z jednotky por. Zdzisława Zołocińského „Piotra“ z praporu „Czata 49“ na ulici Wolska v Karolkowa ve Wole, 4. srpna 1944

## Fotografie
Po válce Stanisław Sommer pokračoval ve vzdělávání a získal titul Mgr. Ing. Autor knih o fotografii: "Negativní a pozitivní proces ve fotografii" (1955) , "Fotografie na nestandardní materiály, Vademecum fotografa" (1956) . Působil také na Varšavské univerzitě jako chemik se specializací na fotochemii, byl spoluvydavatelem měsíčníku Fotografia a spoluautorem velké fotografické výstavy Warszawa oskarża.

## Galerie

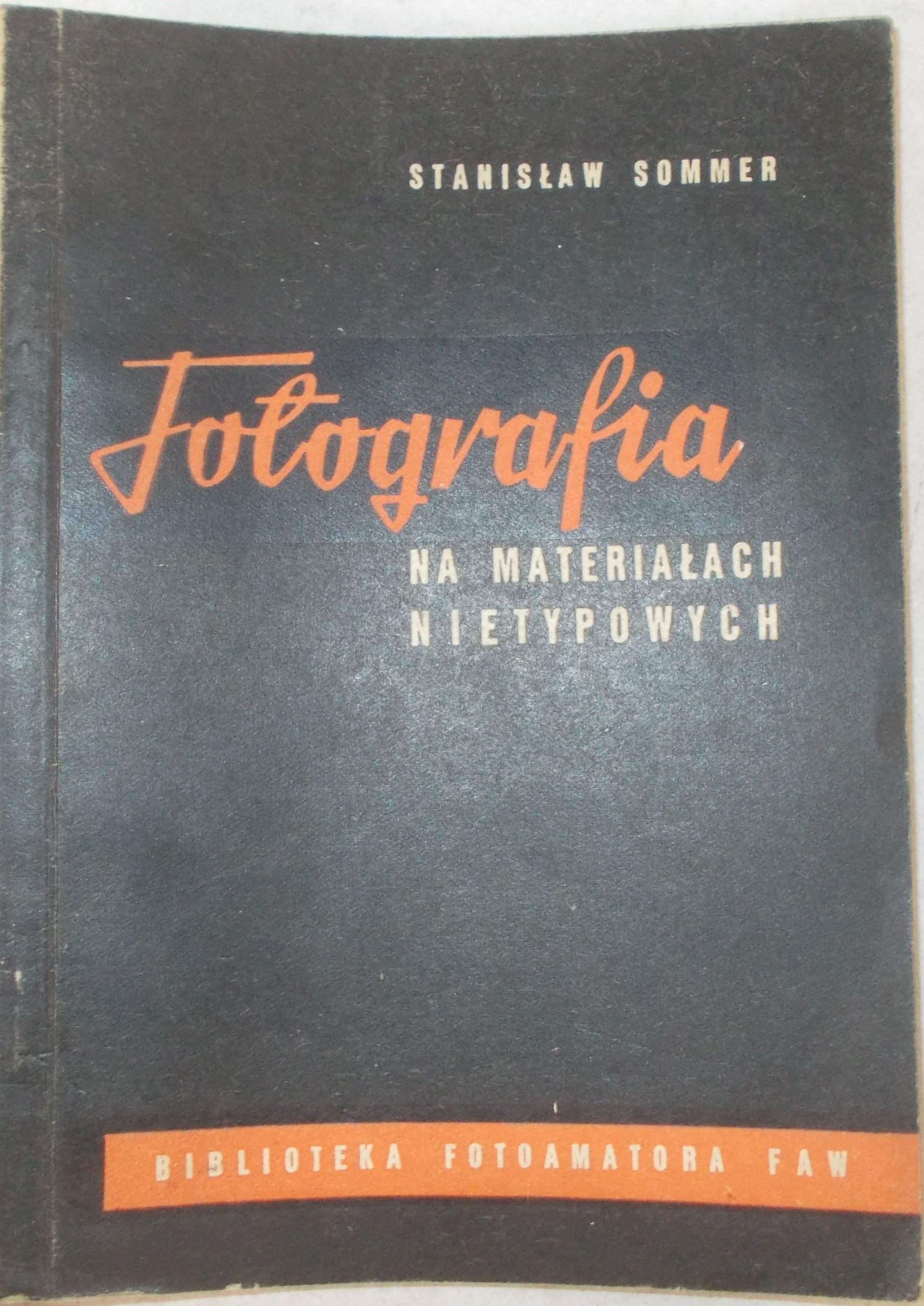
Stanisław Sommer: Fotografie na neobvyklých materiálech